# Castetner
Castetner (okzitanisch Castèthner) ist eine französische Gemeinde mit 137 Einwohnern (Stand 1. Januar 2022) im Département Pyrénées-Atlantiques in der Region Nouvelle-Aquitaine (vor 2016: Aquitanien). Die Gemeinde gehört zum Arrondissement Pau und zum Kanton Le Cœur de Béarn (bis 2015: Kanton Lagor).
Die Einwohner werden französisch Castetnerois oder Castetneroises genannt. Der Name in der gascognischen Sprache lautet Castèth Ner.

## Geographie
Castetner liegt ca. 50 km nordwestlich von Pau und ca. 10 km südöstlich von Orthez in der historischen Provinz Béarn.
Umgeben wird der Ort von den Nachbargemeinden:
| Laà-Mondrans | Biron Sarpourenx                            |         |
|              | Kompassrose, die auf Nachbargemeinden zeigt | Maslacq |
| Loubieng     |                                             |         |

Castetner liegt im Einzugsgebiet des Flusses Adour. Der Ruisseau de Géu Mort, ein Zufluss des Gave de Pau und der Arrieusec, ein Zufluss des Laâ, strömen durch das Gemeindegebiet. Außerdem entspringt der Arriou de Barran auf dem Gebiet der Gemeinde.

## Geschichte
Castetner liegt auf einer militärisch interessanten Lage auf einem Höhenzug oberhalb der Täler des Gave de Pau und des Laâ. Auf dem Gebiet der heutigen Gemeinde gab es ein römisches Militärlager, von dem die Gemeinde ihren Namen erhielt und aus dem sich die Siedlung im Laufe der Jahrhunderte entwickelte.
Im 12. und 13. Jahrhundert war Castetner Sitz eines Notariats. In der Volkszählung im Béarn im Jahre 1385 wurden in Casteg-ner 33 Haushalte erfasst. Weitere Toponyme und Erwähnungen von Castetner waren in der Folge Castetne und Castegnee (1538 bzw. 1568, Manuskript des 16. bis 18. Jahrhunderts). Die Gemeinde kennt drei alte Viertel, En-Haut, Enceinte und En-Bas. Ersteres wurde 1545 als le toron aperat lo Casteg de Castegner in Manuskripten erwähnt. Castetner hatte eine Blütephase im 16. Jahrhundert als Hauptort der Bailliage von Larbaig.
Zwischen 1972 und 1979 gehörte Castetner zur Gemeinde Maslacq.

### Einwohnerentwicklung
Nach einem Höchststand von 340 Einwohnern in der Mitte des 19. Jahrhunderts hat sich die Bevölkerung der Gemeinde bei kurzen Wachstumsphasen bis zu den 1960er Jahren um insgesamt rund zwei Drittel reduziert. Seitdem ist eine gewisse Stabilisierung der Einwohnerzahl rund um 150 zu beobachten.
| Jahr      | 1962 | 1968 | 1982 | 1990 | 1999 | 2006 | 2009 | 2022 |
| --------- | ---- | ---- | ---- | ---- | ---- | ---- | ---- | ---- |
| Einwohner | 112  | 114  | 122  | 151  | 147  | 154  | 156  | 137  |

## Sehenswürdigkeiten

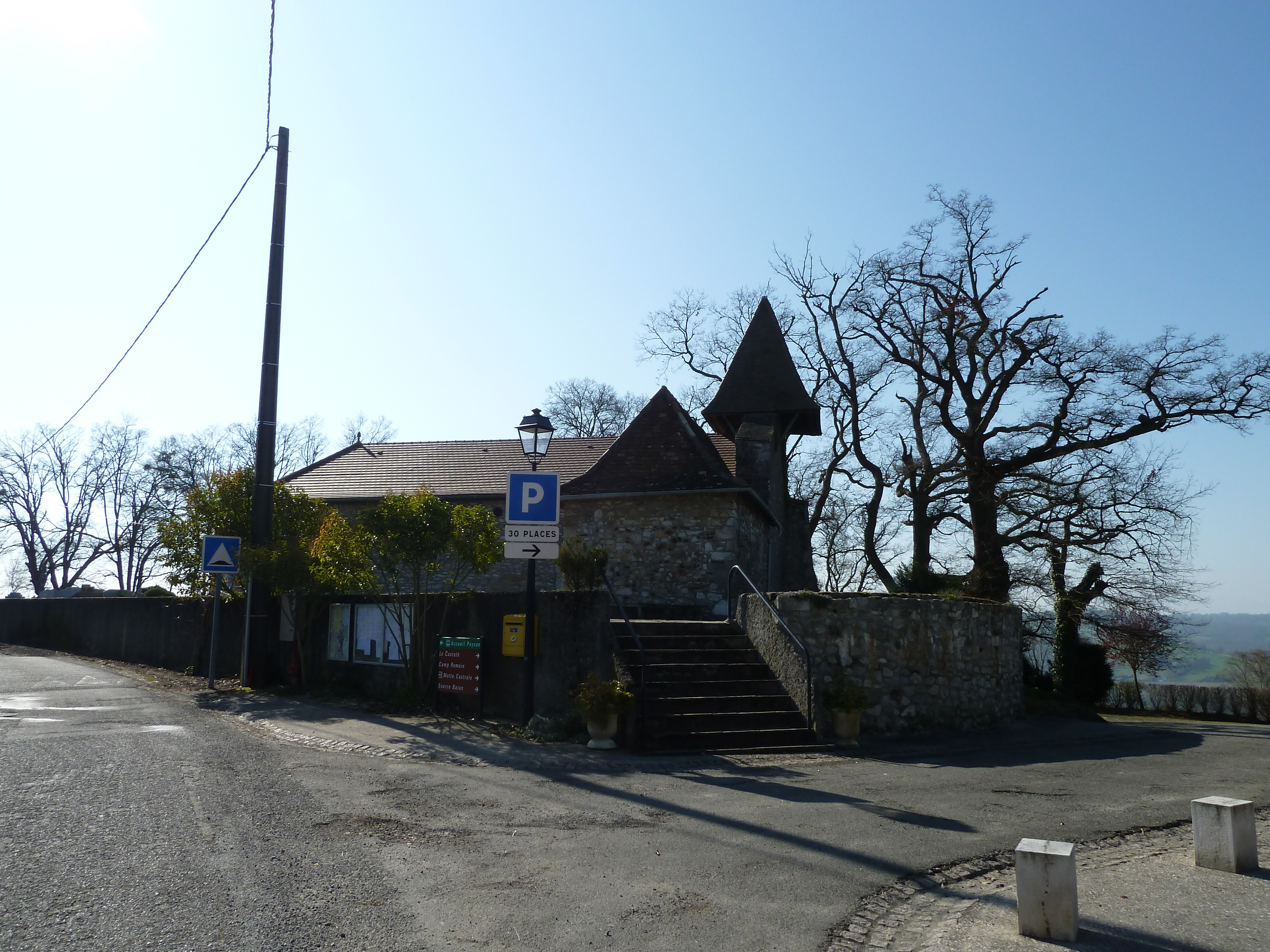
Ortskirche Sainte-Marie-Madeleine

- Ortskirche, gewidmet Maria Magdalena. Während der Hugenottenkriege ergriff Castetner die Partei auf der protestantischen Seite und die damalige Kirche wurde protestantisch. Nach dem Edikt von Fontainebleau 1685 wurde diese abgerissen und die Gemeinde besaß fast ein ganzes Jahrhundert lang keine Kirche.[10] 1781 wurde die neue Kirche errichtet, deren Architektur sich in bestimmten Punkten von der anderer Kirchen der Region unterscheidet. Die Kirche in Castetner ist ein niedriger Steinbau mit einem Dach mit geringer Schräge versehen. Der Glockengiebel ist mit einem Vordach bedeckt. Der Tabernakel der Kirche stammt aus dem 17. Jahrhundert und ist als nationales Kulturgut registriert. Das Besondere an ihm ist seine doppelte Öffnung. Er könnte aus einem Kloster stammen, denn in Klosterkapellen sind Tabernakel mit spiegelverkehrten Türen auf einem doppelten Altar oft anzutreffen. Auf diese Wese wird es Ordensgeistlichen ermöglicht, Messen ohne anwesende Gemeinde abhalten zu können.[11]

## Wirtschaft und Infrastruktur

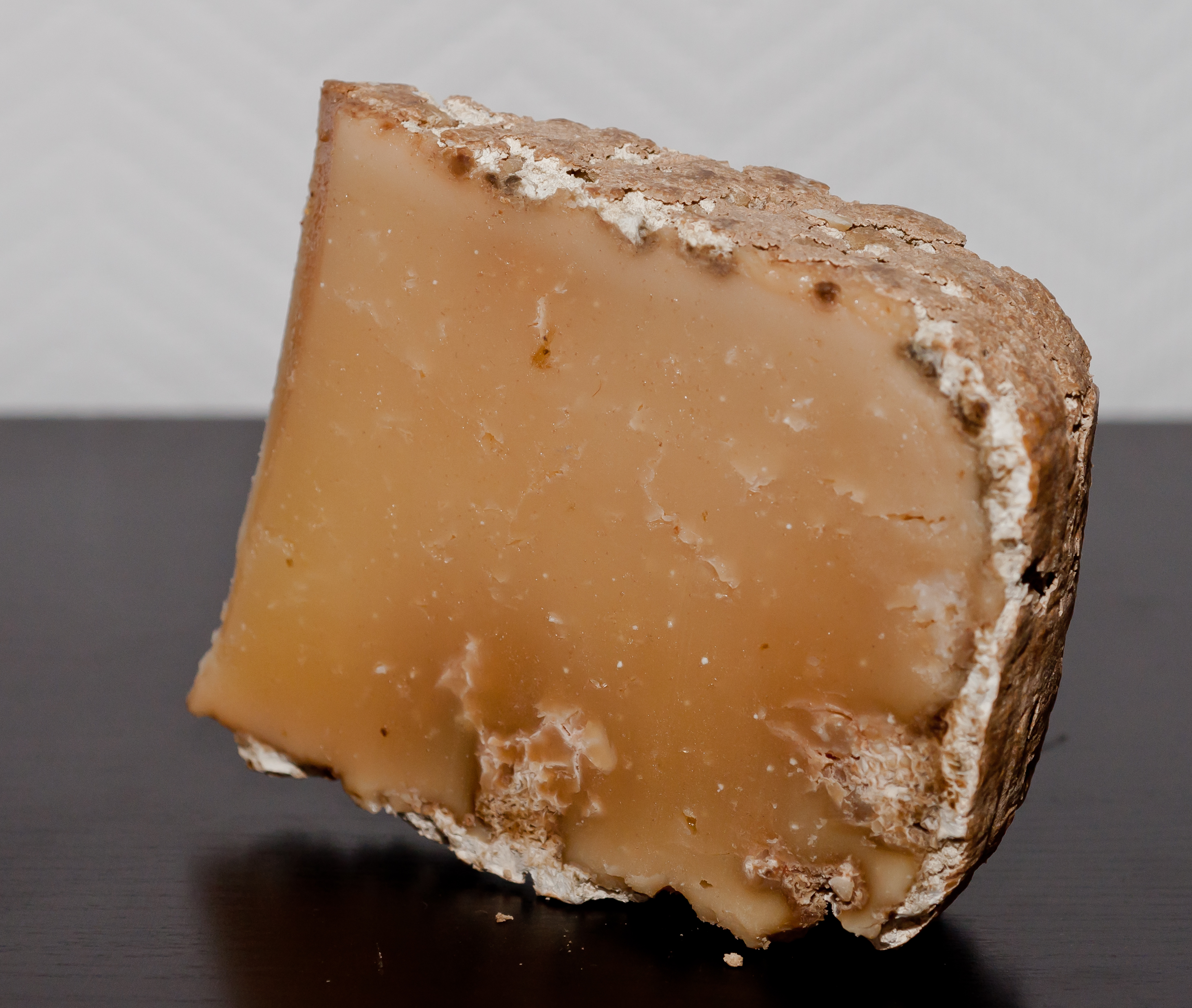
Ossau-Iraty, très affiné

Ein Schwerpunkt der Wirtschaft bildet die Landwirtschaft. Castetner liegt in der Zone AOC des Ossau-Iraty, ein traditionell hergestellter Schnittkäse aus Schafmilch.

### Verkehr
Die Gemeinde wird durchquert von der Route départementale 71.